# Oecetis maron
Oecetis maron is een schietmot uit de familie Leptoceridae. De soort komt voor in het Oriëntaals gebied.